# Tochiazuma Daisuke
Tochiazuma Daisuke, jap. 栃東 大裕, eig. Shiga Daisuke (志賀 太祐; * 9. November 1976 in Adachi, Präfektur Tokio) ist ein ehemaliger japanischer Sumōringer und Inhaber des zweithöchsten Ranges Ōzeki.
Tochiazuma ist der jüngste Sohn von Tamanoi Tomoyori, der selbst als Sekiwake Tochiazuma gekämpft, das Januarturnier 1972 gewonnen und nach dem Ende seiner Ringerzeit den „Stall“ Tamanoi Beya gegründet hatte. Eben in diesem wurde auch Tochiazuma ausgebildet. 1994 begann er seinen Aufstieg in der Jonokuchi-Division und erreichte 1996 die Jūryō und wurde damit Sekitori. Zu diesem Anlass nahm er, der bisher unter seinem Geburtsnamen angetreten war, den alten Ringnamen seines Vaters an. Zu diesem Zeitpunkt hatte er in jeder der durchlaufenen Ligen ein Turnier gewonnen.
Schon 1997 stieg Tochiazuma in die Sanyaku-Ränge auf und war für die meiste Zeit der folgenden Jahre als Sekiwake gelistet, auch wenn er mehrfach verletzungsbedingte Rückschläge erlebte. Im Januar 2002 stand er erstmals im Rang eines Ōzeki und konnte auch prompt das Turnier für sich entscheiden – exakt 30 Jahre nach dem Turniersieg seines Vaters. Sein nächstes Ergebnis reichte jedoch für eine Beförderung zum Yokozuna nicht aus. Erst im November 2003 konnte Tochiazuma ein weiteres Turnier in der Makuuchi-Division gewinnen, doch auch diesem vermochte er keinen Anschlusserfolg hinzuzufügen. Auch seinen Turniersieg im Neujahrsturnier 2006 konnte er nicht im folgenden Turnier wiederholen.
Zweimal verlor Tochiazuma seinen Ōzeki-Rang und wurde zum Sekiwake zurückgestuft, nachdem er wegen einer Schulter- bzw. Knieverletzung nicht antreten konnte, und zweimal gelang ihm der Wiederaufstieg. Seit der Einführung der entsprechenden Regel 1969 ist Tochiazuma der einzige Ringer, der dies leistete. Der Grund für die letzte Rückstufung, eine Fraktur des Schulterblatts, die er im November 2004 im Kampf gegen Kokkai erlitt, schien zunächst das Ende von Tochiazumas Karriere zu bedeuten. Doch entgegen den Verlautbarungen seines Heya betrat er schon im nächsten Januar wieder den Ring und erzielte ein besseres Ergebnis, als er es rechnerisch benötigt hätte.
Aus gesundheitlichen Gründen verkündete Tochiazuma am 7. Mai 2007 seinen Rücktritt. Er hat 2009, als sein Vater und Leiter des Stalls Tamanoi in den Ruhestand ging, das Tamanoi-Beya übernommen, blieb jedoch bis dahin unter seinen bisherigen Shikona dem Kyokai erhalten.
Als hervorragender Techniker konnte Tochiazuma sieben Gino-shō (Preise für herausragende Technik) gewinnen. Daneben erhielt er zwei Kanto-shō für besonderen Kampfgeist und drei Shuku-shō für besondere Leistungen.